# Juin 2005 en France

## jeudi2 juin
- Salon national de l'humanitaire en région parisienne du 2 au 4 juin 2005. Un évènement organisé par ASAH et le Parc des expositions de Cergy-Pontoise.

## vendredi3 juin
- Nomination du gouvernement Dominique de Villepin.

## samedi4 juin
- La joueuse belge Justine Henin-Hardenne gagne Roland Garros face à la française Mary Pierce 6-1 6-1.
- Éviction de Laurent Fabius et ses proches du secrétariat national du PS.
- 150e jour de détention en Irak pour Florence Aubenas et Hussein Hannoun al-Saadi.

## dimanche5 juin
- Élection de Jean-Pierre Dubois à la tête de la Ligue des droits de l'homme.

## vendredi10 juin
- Parution du premier numéro du journal brittophone Ya !

## samedi11 juin
- Libération de Florence Aubenas et Hussein Hannoun al-Saadi après 157 jours de détention en Irak.